# Agápio de Cimina

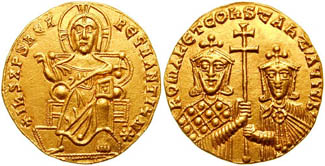
Soldo de r. e r.

Agápio de Cimina (em grego medieval: Ἀγάπιος; romaniz.: Agápios) foi um monge bizantino do século X. A julgar pelos eventos nos quais esteve envolvido, provavelmente era georgiano e falava georgiano e grego.

## Vida
Agápio era monge no monte Cimina na Bitínia. Fez uma peregrinação a Jerusalém em cumprimento de um voto e na viagem de volta viajou a Ibéria. Em Tao-Clarjécia, talvez em sua capital Artanuji, encontrou-se com Asócio, o Imaturo, que estava sendo assediado por Curcênio II, que pediu que entregasse um pedido de ajuda ao imperador Romano I (r. 920–944). Agápio entregou-a após a morte do curopalata ibero Adanarses IV (em 923 ou depois) e Romano enviou à Ibéria Constantino para nomear Curcênio como magistro.